# Un colt pour une corde
Un colt pour une corde (titre original : Billy Two Hats) est un western réalisé par Ted Kotcheff, sorti en 1974. Les acteurs principaux sont Gregory Peck, Desi Arnaz Jr. et Jack Warden.

## Synopsis
Arch Deans et sa bande viennent de réaliser le braquage d'une banque, tuant une personne. Le shérif Henry Gifford tue l'un des bandits et capture Billy un métis indien. Ce dernier réussit à avertir Arch Deans qui s'enfuit.
Le shérif conduit Billy pour être jugé et s'arrête chez Copeland, un ancien chasseur de bison pour y passer la nuit.
Au matin, Arch Deans libère Billy après avoir blessé le shérif mais il se casse la jambe lorsque son cheval est abattu par le fusil longue portée que Copeland utilisait pour les bisons. Les deux compères veulent traverser la frontière mexicaine avant que le shérif ne se mette à leur poursuite. Ils arrivent à la ferme des Spencer et persuadent le fermier d'amener Arch Deans à une ville pour être soigné contre une somme d'argent pendant que Billy reste à la ferme avec sa femme...

## Fiche technique
- Titre ogirinal : Billy Two Hats
- Réalisation : Ted Kotcheff
- Scénario : Alan Sharp
- Directeur de la photographie : Brian West
- Montage : Thom Noble
- Musique : John Scott
- Décors : Anthony Pratt
- Production : Norman Jewison et Patrick J. Palmer
- Genre : Western
- Pays :  États-Unis,  Royaume-Uni
- Durée : 99 minutes (1 h 39)
- Date de sortie :
  -  Allemagne de l'Ouest : 7 mars 1974
  -  États-Unis : 20 mars 1974 (Bismarck, Dakota du Nord)
  -  Royaume-Uni : 18 avril 1974 (Londres)

## Distribution
- Gregory Peck (VF : Jean-Claude Michel) : Archibald "Arch" Deans, dit l'Écossais
- Desi Arnaz Jr. (VF : Yves-Marie Maurin) : Billy Two Hats (Billy Deux-chapeaux en VF)
- Jack Warden (VF : Pierre Garin) : Le shérif Henry Gilford
- David Huddleston (VF : Philippe Dumat) : Copeland
- Sian Barbara Allen (VF : Francine Lainé) : Esther Spencer
- John Pearce : Spencer
- Dawn Little Sky (VF : Marie Francey) : la squaw de Copeland